# Heliocidaris erythrogramma
Heliocidaris erythrogramma is een zee-egel uit de familie Echinometridae.
De wetenschappelijke naam van de soort werd in 1846 gepubliceerd door Achille Valenciennes.